# Kosmač Veliki
Koordinati:   43°28′23″N, 16°02′28″E
Kosmač Veliki je majhen nenaseljen otoček v Jadranskem morju. Pripada Hrvaški.
Kosmač Veliki leži severozahodno od otoka Drvenik Mali, od katerega je oddaljen okoli 3 km, na začetku Drveniškega kanala. Njegova površina neri 0,045 km². Dolžina obalnega pasu je 0,8 km. Najvišja točka na otočku je visoka 21 mnm.